# Rádio França Internacional
A Rádio França Internacional (em francês Radio France Internationale), também conhecida como RFI, é uma rádio pública francesa de emissão ao estrangeiro. Sua atual estrutura data de 1975, pelas origens que se recontam a criação da Poste Colonia em 1931. Seus programas são transmitidos em dezoito idiomas. RFI mantém três sinais a nível mundial e filiais próprias em vários países. Em 1996 inaugurou o site na internet. Calcula-se que suas emissões chegam a uma audiência de quarenta e quatro milhões de pessoas.

## História
Em 6 de maio de 1931 na Feira Colonial em Paris a 'Poste Colonial' (primeiro nome da emissora) realizou a primeira emissão na onda curta para África, América e Oriente Médio. Em 1932 começa a transmitir em espanhol e inglês. Em 1935, as transmissões se ampliam ao idioma árabe, italiano, português e alemão. Em 1937 se ampliam ao japonês, russo, grego, romeno, servo-croata e línguas escandinavas. 
Após as primeiras invasões por parte de Alemanha aos países vencidos, a radio ganha seu nome para 'Paris Mundial' e chega a emitir em mais de 20 idiomas até o fechamento após a queda de Paris em 17 de junho de 1940. Cinco anos depois retoma suas transmissões com o nome de Radiodifusão Francesa (RDF).
Em dezembro de 1963, a RDF muda as instalações à recentemente inaugurada Maison de la Radio, sede conjunta das rádios públicas francesas hoje. Em 1973, dá-se um impulso por parte do governo francês com a posta em marcha de retransmissores de onda curta de 500 kW, dando-lhe uma cobertura mundial.
A rádio ganha o nome da Radio França Internacional em 1975. Em seus começos, a RFI forma parte do grupo Radio France antes de se converter em uma filial, em outono de 1983 e depois em sociedade independente em 1987. Em 1991 é emitida pela primeira vez, em sinal FM para Paris e arredores. 
Em 1996, o presidente da RFI, Jean-Paul Cluzel, transforma a RFI em uma rádio de informação contínua, 24 horas por dia, em escala mundial em 17 idiomas mais o francês. Nesse mesmo ano se cria o site da web e em 1998 seu par em espanhol.
Atualmente RFI conta com mais de 1000 colaboradores, 300 correspondentes ao redor do globo e emite mais de 400 horas de programação semanalmente.

## Financiamento
O orçamento da RFI chega a cento e trinta milhões de euros anuais. Setenta são aportados pelo Ministério de Relações Exteriores francês, cinquenta e seis provém do imposto audiovisual e 4 milhões de recursos próprios.

## Línguas em que emite
Desde 1975, suas emissões se dirigem principalmente ao continente africano, mantendo também emissões tanto para a Espanha como para a América Latina. A RFI emite tradicionalmente em cinco línguas: francês, espanhol, inglês, alemão e português. Após a chegada ao poder do presidente François Mitterrand, no ano de 1981, a RFI tem também programas em línguas centro-europeias e asiáticas.
Atualmente a RFI entra no ar com 18 idiomas: alemão, árabe, albanês, búlgaro, cambojano, créole (francês das Antilhas), espanhol, inglês, laosiano, servo-croata, persa, polaco ou polonês, português, romeno, russo, turco, vietnamita e francês.

## Emissoras

### Emissoras próprias
RFI conta com três sinais próprios com emissão das vinte quatro horas por dia.
- RFI Monde: O sinal principal emite em dezoito idiomas, em onda curta, onda média, satélite e Internet.
- RFI Afrique: O sinal africana da RFI, transmite em onda curta, onda média, satélite e internet.
- RFI Musique: Complemento do site web RFI Musique emite por satélite e Internet. Sua programação é geralmente musical, em sua maioria da francofônica.

### Filiais próprias
Além de emitir em seus próprios sinais e distribuir seus contidos a distintas rádios independentes ao redor do mundo, RFI conta com seis filiais próprias ao redor do globo. 
- Rádio Monte Carlo Moyen-Orient: É a emissora pan-árabe de RFI. Tem seus estúdios centrais em Paris e é retransmitida ao mundo árabe por onze repetidoras. À Europa chega mediante satélite e repetidoras de onda média. Sua audiência é estimada por dez milhões de pessoas.

- Rádio Europa Lisboa: É a emissora filial de RFI em Portugal. Sua programação está divida em dois: A primeira parte de doze horas duração emite produção própria e a seguinte doze horas retransmite o sinal de RFI.

- RFI Bulgária: Emite desde Sofia em FM. Transmite a maior parte do dia programação própria em búlgaro e também retransmite o sinal de RFI em francês.

- RFI Romênia: Emite direto de Bucareste em FM com repetidoras em Craoiva e Cluj-Napoca. Parte dos programas é emitida também em Chișinău, capital da Moldávia.

- RFI Marine: Foi criada em 2005 em conjunto com a empresa WorldSpace e France Météo (serviço meteorológico francês). Sua emissão esta composta por programas de notícias, música, atualidade e constantes atualizações do tempo destinado aos navegantes de língua francesa das costas mediterrâneas e africanas ocidentais.

- RFI Deustchland: RFI mantém esta rádio em conjunto com a BBC. É retransmitida em Leipzig, Dresden e Chemnitz. Elas difundem duas horas diárias de programação da RFI em alemão, cinco horas de programas em francês, 18 horas de programas da BBC em inglês e o restante programação própria da emissora.

### Rádios emissoras locais
Mais de 400 rádios ao redor do globo retransmitem programas da RFI, no site da Web se encontram a lista das mesmas.
Na América Latina, a RFI tem 90 repetidoras FM e 140 cadeias associadas.

## Formas de emissão

### Emissões satélites
RFI emite sua programação em espanhol por meio dos satélites: Hispasat 1C y NSS806. Também emite a DirecTV Latin America no canal 984.

### Internet
Todos seus sinais são transmitidos no site: RFI.fr

### A RFI no Brasil
Há muitas afiliadas ou associadas da RFI no Brasil, mas as primeiras remontam desde os anos 90. Em 1998, a RFI fez ampla cobertura Copa de 1998, realizada naquele país para Brasil, pelas ondas curtas, com o horário de Brasília entre 21-21hs55min. A transmissão pôde ser facilmente escutada em todo o Brasil. Meses depois, o horário foi transferido para 21hs30min-22hs e em 1999 foi para as 19hs30min-20hs, mas anos depois até hoje, mudou de horário para se adequar o horário de verão dos dois países, com horários de 19hs e 20hs.

## Conselho de administração
- Presidente:

Antoine Schwarz
- Representantes do Estado:

Richard Boidin
Emmanuelle Bemsimon
Lauremt Garnier
- Representantes do Parlamento:

Louis Duvernois (Senado)
Jean-Marc Roubaud (Assembléia Nacional)
- Personalidades designadas pelo CSA:

Francis Balle
Pascal Chaigneau
Anne Coutard
Mabousso Thiam
- Representantes Pessoal:

Daniel Desesquelle
Elisa Drago
- Secretaria do Comitê de Empresa:

Natalie Picco
- Controlador Geral Econômico e Financeiro:

Remaud Gace